# 骨髄間質細胞

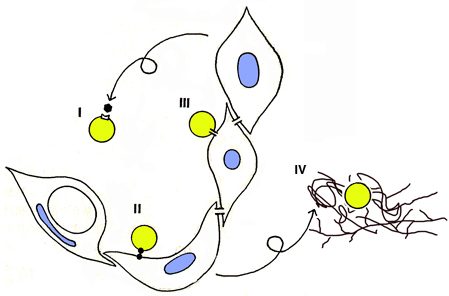
骨髄間質細胞と造血の細胞間交流。I:液性因子、II:膜状の分子、III:ギャップ結合、IV:細胞外マトリックス

骨髄間質細胞（こつずいかんしつさいぼう、英: Marrow stromal cell）は、骨髄中に存在し骨髄穿刺で容易に採取でき造血を支持する細胞である。

## 概要
骨髄には大きく分けて、血液の細胞とそれを支持する間質細胞の2種の細胞があり、骨髄間質細胞は後者の一種である。骨髄間質細胞は、間葉系の細胞と同じかたちをしており、骨髄の中で細網構造をとっている。骨髄間質細胞は、培養により浮遊状態で増殖する血液細胞とは異なり、壁に付着して増殖する。培養そのものは、通常の線維芽細胞と同様、比較的容易である。マウス並びにヒトのいずれでも造血に対する意義がすでに多く報告されている。

## 分化
間質細胞は間葉系由来の細胞であり、さまざまな細胞に分化する。骨髄間質細胞が分化誘導されることにより、骨細胞、軟骨細胞、脂肪細胞、骨格筋細胞になる。骨髄には骨や脂肪が存在することから、骨髄間質細胞が骨や脂肪になることは当然、予想される。また、骨髄間質細胞が心臓になるという報告もされた。さらに、胚葉を超えた分化として、骨髄間質細胞がニューロンになるという報告もされている。このように骨髄間質細胞は多分化能を有することにより、骨髄間質細胞という形態学的な名称よりも骨芽細胞、軟骨細胞、脂肪細胞といった分化形質に従って呼ぶべきであるという考えがある。細胞を形態学で分類するよりも生物学的特性で分類するという考えは正しいものの、分化形質が試験管内において一定でなく分化転換を示すことより、細胞をその分化形質に基づき名称をつけることは容易ではない。

## 細胞治療のソース

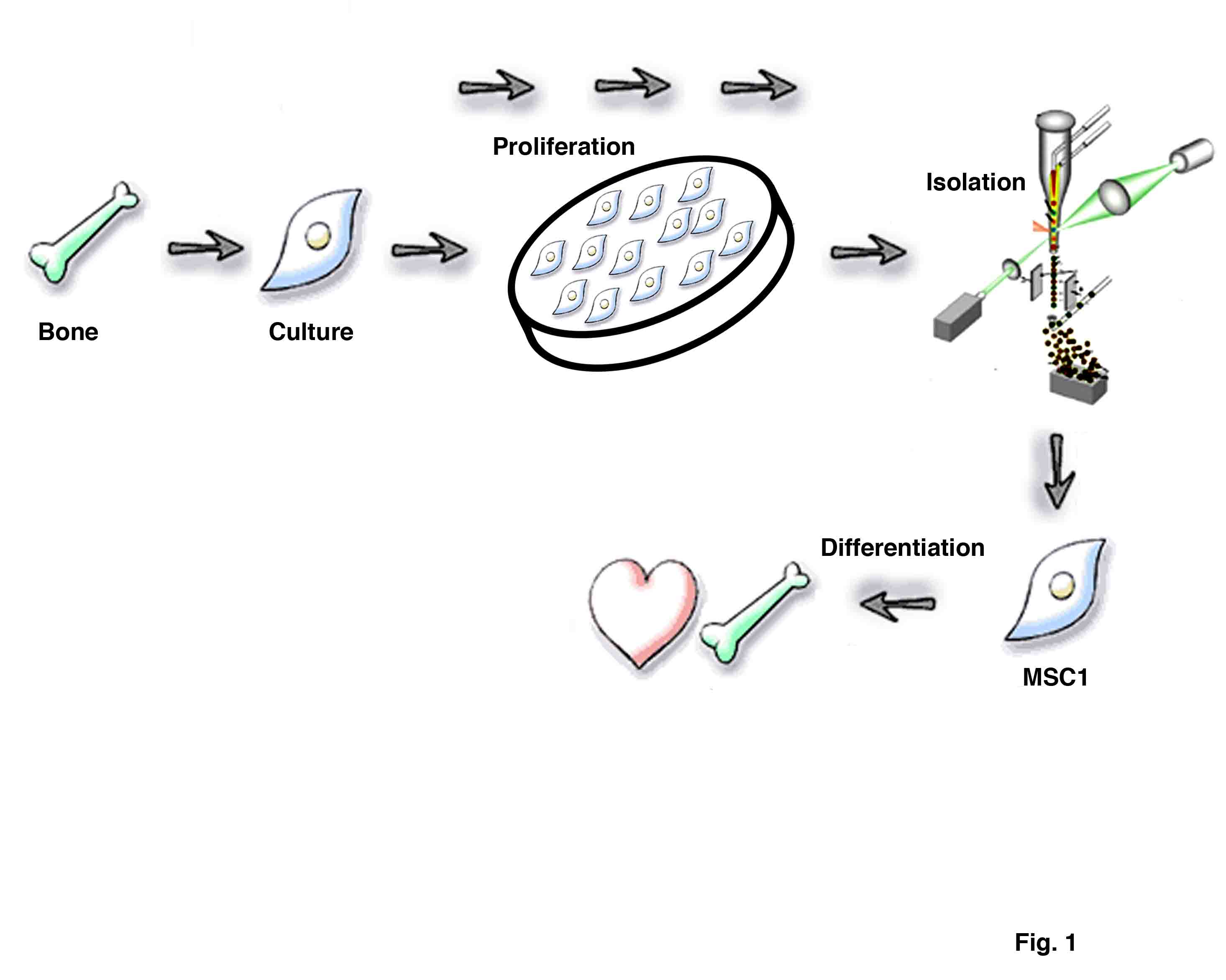
細胞治療で骨髄間質細胞が用いられる過程

骨髄間質細胞をさまざまな細胞に分化させ、再生医学として治療に応用する医療が始まっている。骨髄間質細胞は成人由来の細胞であるが、別の種類の分化した細胞になることを利用したり、細胞自体が産生する液性因子による作用を期待している。特にヒトへの応用という観点からすると、骨髄間質細胞は日常行われる骨髄穿刺液より容易に分離、培養することができるためその利用が簡単であり、自己細胞を用いることができるため拒否反応を避けることができ、倫理的な問題が生じる余地も限られる。また、間質細胞の多分化能を利用すれば、心筋、骨、軟骨組織への広範な組織への利用への可能性がひろがる。さらに、試験管内で増殖が盛んであり大量の細胞を得ることが可能であり。遺伝子操作もしやすい。

## 間葉系幹細胞との関係
英語では、間葉系幹細胞を "Mesenchymal stem cell" 、間葉系幹細胞の供給源のひとつであり最も利用されている骨髄間質細胞を "Marrow stromal cell" と呼び、いずれも MSC と略される。少数だが、"Multipotent stromal cell" との呼び方を提唱する研究者もいる。いずれも略語で MSC として示されるので紛らわしい。その一方、骨髄間質細胞の一部に間葉系幹細胞があることは間違いないので、似たような言葉で異同をはっきりさせずに使用している場合もある。間葉系幹細胞の間葉とは中胚葉に由来する胎生期結合織を指し、間質細胞とは組織で機能する細胞が存在するところで支持構造を形成する結合織細胞を指す。